# 46. Szaturnusz-gála
A 46. Szaturnusz-gála a 2019-es és a 2020-as év legjobb filmes és televíziós sci-fi, horror és fantasy alakításait értékelte. A díjátadót 2021. október 26-án tartották a kaliforniai L.A. Marriott Burbank Hotelben, a műsor házigazdája Bruce Campbell volt. A jelöltek listáját 2021. március 4-én hozták nyílvánosságra.

## Győztesek és jelöltek
Forrás:

### Film
| Legjobb képregény-adaptáció | Legjobb sci-fi-film |
| --- | --- |
| - Joker - Ragadozó madarak (és egy bizonyos Harley Quinn csodasztikus felszabadulása) - Bloodshot - Az új mutánsok - A halhatatlan gárda | - Star Wars IX. rész – Skywalker kora - Ad Astra – Út a csillagokba - Gemini Man - Lucy az égben - Tenet - Terminátor: Sötét végzet |
| Legjobb fantasyfilm | Legjobb horrorfilm |
| - Volt egyszer egy Hollywood - Bill és Ted – Arccal a zenébe - Jumanji – A következő szint - Az oroszlánkirály - Demóna: A sötétség úrnője - Sonic, a sündisznó - Boszorkányok | - A láthatatlan ember - Álom doktor - Freaky - Az – Második fejezet - Fehér éjszakák - Aki bújt - Lidérces mesék éjszakája |
| Legjobb akciófilm vagy kalandfilm | Legjobb filmthriller |
| - Mulan - 1917 - Bad Boys – Mindörökké rosszfiúk - El Camino: Totál szívás – A film - Úriemberek - Halálos iramban: Hobbs & Shaw | - Tőrbe ejtve - Az 5 bajtárs - A hazugság művészete - Az ír - Mank - Csiszolatlan gyémánt |
| Legjobb animációs film | Legjobb nemzetközi film |
| - Előre - Jetikölyök - Addams Family – A galád család - Jégvarázs 2. - Kémesítve - Trollok a világ körül | - Élősködők - Jojo Nyuszi - The Nightingale - Hivatali titkok - Szputnyik - A hegyek szigete |
| Legjobb rendező | Legjobb forgatókönyv |
| - J. J. Abrams – Star Wars IX. rész – Skywalker kora - Niki Caro – Mulan - Mike Flanagan – Álom doktor - Christopher Nolan – Tenet - Gina Prince-Bythewood – A halhatatlan gárda - Quentin Tarantino – Volt egyszer egy Hollywood - Leigh Whannell – A láthatatlan ember | - Quentin Tarantino – Volt egyszer egy Hollywood - J. J. Abrams, Chris Terrio – Star Wars IX. rész – Skywalker kora - Mike Flanagan – Álom doktor - Lauren Hynek, Rick Jaffa, Amanda Silver, Elizabeth Martin – Mulan - Pong Dzsunho, Han Jin-won – Élősködők - Christopher Nolan – Tenet - Todd Phillips, Scott Silver – Joker                                                                                                   |
| Legjobb férfi főszereplő | Legjobb női főszereplő |
| - John David Washington – Tenet (Főhős) - Daniel Craig – Tőrbe ejtve (Benoit Blanc) - Delroy Lindo – Az 5 bajtárs (Paul) - Ewan McGregor – Álom doktor (Dan Torrance) - Gary Oldman – Mank (Herman J. Mankiewicz) - Aaron Paul – El Camino: Totál szívás – A film (Jesse Pinkman) - Joaquin Phoenix – Joker (Arthur Fleck / Joker) | - Elisabeth Moss – A láthatatlan ember (Cecilia "Cee" Kass) - Rebecca Ferguson – Álom doktor (Kalapos Rose) - Natalie Portman – Lucy az égben (Lucy Cola) - Daisy Ridley – Star Wars IX. rész – Skywalker kora (Rey)Ö - Margot Robbie – Ragadozó madarak (és egy bizonyos Harley Quinn csodasztikus felszabadulása) (Harley Quinn) - Charlize Theron – A halhatatlan gárda (Andy) - Liu Yifei – Mulan (Mulan)                     |
| Legjobb férfi mellékszereplő | Legjobb női mellékszereplő |
| - Bill Hader – Az – Második fejezet (Richard "Richie" Tozier) - Adam Driver – Star Wars IX. rész – Skywalker kora (Kylo Ren - Chris Evans – Tőrbe ejtve (Hugh Ransom Drysdale) - Ian McDiarmid – Star Wars IX. rész – Skywalker kora (Palpatine) - Robert Pattinson – Tenet (Neil) - Donnie Yen – Mulan (Tung) | - Ana de Armas – Tőrbe ejtve (Marta Cabrera) - Zazie Beetz – Joker (Sophie Dumond) - Ellen Burstyn – Lucy az égben (Nana Holbrook) - Jamie Lee Curtis – Tőrbe ejtve (Linda Drysdale) - Linda Hamilton – Terminátor: Sötét végzet (Sarah Connor) - Amanda Seyfried – Mank (Marion Davies) - Jurnee Smollett – Ragadozó madarak (és egy bizonyos Harley Quinn csodasztikus felszabadulása) (Dinah Lance / Fekete Kanári)            |
| Legjobb fiatal színész | Legjobb vágás |
| - Kyliegh Curran – Álom doktor (Abra Stone) - Ella Jay Basco – Ragadozó madarak (és egy bizonyos Harley Quinn csodasztikus felszabadulása) (Cassandra Cain) - Julia Butters – Volt egyszer egy Hollywood (Trudi Frazer) - Roman Griffin Davis – Jojo Nyuszi (Johannes "Jojo" Betzler) - Lexy Kolker – Szörnyszülöttek (Chloe Lewis) - JD McCrary – Az oroszlánkirály (Simba | - Bob Ducsay – Tőrbe ejtve - Maryann Brandon, Stefan Grube – Star Wars IX. rész – Skywalker kora - Mike Flanagan – Álom doktor - Jennifer Lame – Tenet - Fred Raskin – Volt egyszer egy Hollywood - Jang Dzsinmo – Élősködők |
| Legjobb filmzene | Legjobb látványtervezés |
| - John Williams – Star Wars IX. rész – Skywalker kora - Ludwig Göransson – Tenet - Nathan Johnson – Tőrbe ejtve - Jung Jae-il – Élősködők - Thomas Newman – 1917 - Trent Reznor, Atticus Ross – Mank | - Barbara Ling – Volt egyszer egy Hollywood - Rick Carter, Kevin Jenkins – Star Wars IX. rész – Skywalker kora - Nathan Crowley – Tenet - Mark Friedberg – Joker - Patrick Tatopoulos – Demóna: A sötétség úrnője - Ra Vincent – Jojo Nyuszi |
| Legjobb jelmez | Legjobb smink |
| - Bina Daigeler – Mulan - Erin Benach – Ragadozó madarak (és egy bizonyos Harley Quinn csodasztikus felszabadulása) - Michael Kaplan – Star Wars IX. rész – Skywalker kora - Arianne Phillips – Volt egyszer egy Hollywood - Mayes C. Rubeo – Jojo Nyuszi - Albert Wolsky – Ad Astra – Út a csillagokba | - Amanda Knight, Neal Scanlan – Star Wars IX. rész – Skywalker kora - Bianca Appice, Bill Corso, Stephen Kelly, Dennis Liddiard, Kevin Yagher – Bill és Ted – Arccal a zenébe - Norman Cabrera, Mike Elizalde, Mike Hill – Lidérces mesék éjszakája - Iantha Goldberg, Sean Sansom, Shane Zander – Az – Második fejezet - Robert Kurtzman, Bernadette Mazur – Álom doktor - Arjen Tuiten, David White – Demóna: A sötétség úrnője |
| Legjobb különleges effektek | Legjobb független film |
| - Roger Guyett, Neal Scanlan, Patrick Tubach, Dominic Tuohy – Star Wars IX. rész – Skywalker kora - Eric Barba, Neil Corbould, Vinod Gundre, Sheldon Stopsack – Terminátor: Sötét végzet - Nicholas Brooks, Kristy Hollidge – Az – Második fejezet - Mike Chambers, Scott R. Fisher, Andrew Jackson, Andrew Lockley – Tenet - Ken Egly, Robert Legato – Az oroszlánkirály - Scott R. Fisher, Allen Maris – Ad Astra – Út a csillagokba - Mark Hawker, Yael Majors, Greg Steele – Ragadozó madarak (és egy bizonyos Harley Quinn csodasztikus felszabadulása) | - Encounter - Léghajósok - Az igazság nyomában - Color Out of Space - Szörnyszülöttek - Palm Springs - Gyilkos tudat |

### Televízió
| Legjobb televíziós szuperhős-adaptáció sorozat | Legjobb televíziós sci-fi-sorozat |
| --- | --- |
| - A fiúk (Amazon Prime Video) - Batwoman (The CW) - Flash – A Villám (The CW) - Stargirl (DC Universe) - Supergirl (The CW) - Az Esernyő Akadémia (Netflix) - Watchmen (HBO) | - Star Trek: Discovery (CBS All Access) - Ki vagy, doki? (BBC America) - Lost in Space – Elveszve az űrben (Netflix) - Pandora (The CW) - A farkas gyermekei (HBO Max) - Star Trek: Picard (CBS All Access) - Westworld (HBO) |
| Legjobb televíziós fantasysorozat | Legjobb televíziós horrorsorozat |
| - For All Mankind (Apple TV+) - A Sötét Kristály – Az ellenállás kora (Netflix) - Locke & Key – Kulcs a zárját (Netflix) - A varázslók (SyFy) - Outlander – Az idegen (Starz) - Alkonyzóna (CBS All Access) - Vaják (Netflix) | - The Walking Dead (AMC) - Creepshow (Shudder) - Evil (CBS) - Fear the Walking Dead (AMC) - Lovecraft Country (HBO) - Servant (Apple TV+) - Hétköznapi vámpírok (FX) |
| Legjobb televíziós akcióthriller-sorozat | Legjobb televíziós animációs film vagy sorozat |
| - Better Call Saul (AMC) - Castle Rock (Hulu) - Jack Ryan (Amazon Prime Video) - The Outpost (The CW) - Pennyworth (Epix) - Riverdale (The CW) - Snowpiercer – Túlélők viadala (TNT) | - Star Wars: A klónok háborúja (Disney+) - BoJack Horseman (Netflix) - Family Guy (Fox) - Ősember (Adult Swim) - Rick és Morty (Adult Swim) - A Simpson család (Fox) |
| Legjobb televíziós műsor | Legjobb film streaming platformon |
| - A Mandalóri (Disney+) - Elképesztő történetek (Apple TV+) - Drakula (Netflix) - A Bly-udvarház szelleme (Netflix) - Az Úr sötét anyagai (HBO) - Perry Mason (HBO) | - Enola Holmes (Netflix) - Tyler Rake: A kimenekítés (Netflix) - Shirley (Hulu) - Határtalan éj (Amazon Prime Video) |
| Legjobb televíziós színész | Legjobb televíziós színésznő |
| - Patrick Stewart (Jean-Luc Picard) – Star Trek: Picard (CBS All Access) - Henry Cavill (Ríviai Geralt) – Vaják (Netflix) - Mike Colter (David Acosta) – Evil (CBS) - Grant Gustin (Barry Allen / Flash) – Flash – A Villám (The CW) - Sam Heughan (Jamie Fraser)– Outlander - Az idegen (Starz) - Jonathan Majors (Atticus "Tic" Freeman) – Lovecraft Country (HBO) - Bob Odenkirk (Jimmy McGill / Saul Goodman) – Better Call Saul (AMC)                                                        | - Caitríona Balfe (Claire Fraser) – Outlander - Az idegen (Starz) - Melissa Benoist (Kara Danvers / Supergirl) – Supergirl (The CW) - Regina King (Angela Abar / Éjnővér) – Watchmen (HBO) - Sonequa Martin-Green (Michael Burnham) – Star Trek: Discovery (CBS All Access) - Thandiwe Newton (Maeve Millay) – Westworld (HBO) - Candice Patton (Iris West) – Flash – A Villám (The CW) - Rhea Seehorn (Kim Wexler) – Better Call Saul (AMC) |
| Legjobb televíziós férfi mellékszereplő | Legjobb televíziós női mellékszereplő |
| - Doug Jones (Saru) – Star Trek: Discovery (CBS All Access) - Jonathan Banks (Mike Ehrmantraut) – Better Call Saul (AMC) - Tony Dalton (Lalo Salamanca) – Better Call Saul (AMC) - Michael Emerson (Dr. Leland Townsend) – Evil (CBS) - Richard Rankin (Roger Wakefield) – Outlander - Az idegen (Starz) - Norman Reedus (Daryl Dixon) – The Walking Dead (AMC) - Luke Wilson (Pat Dugan / Sávos) – Stargirl (DC Universe)                                                                        | - Danielle Panabaker (Caitlin Snow / Gyilkos Fagy) – Flash – A Villám (The CW) - Natasia Demetriou (Nadja) – Hétköznapi vámpírok (FX) - Cynthia Erivo (Holly Gibney) – A kívülálló (HBO) - Melissa McBride (Carol Peletier) – The Walking Dead (AMC) - Colby Minifie (Virginia) – Fear the Walking Dead (AMC) - Sophie Skelton (Brianna "Bree" Randall) – Outlander - Az idegen (Starz) - Tessa Thompson (Charlotte Hale) – Westworld (HBO)  |
| Legjobb fiatal színész (televíziós sorozat) | Legjobb televíziós vendégszereplő |
| - Brec Bassinger (Courtney Whitmore / Stargirl) – Stargirl (DC Universe) - Freya Allan (Ciri) – Vaják (Netflix) - Isa Briones (Dahj / Soji / Sutra) – Star Trek: Picard (CBS All Access) - Maxwell Jenkins (Will Robinson) – Lost in Space – Elveszve az űrben (Netflix) - Madison Lintz (Madeline "Maddie" Bosch) – Harry Bosch – A nyomozó (Amazon Prime Video) - Cassady McClincy (Lydia) – The Walking Dead (AMC) - Erin Moriarty (Csillagfény / Annie January) – A fiúk (Amazon Prime Video) | - Jon Cryer (Lex Luthor) – Supergirl (The CW) - Giancarlo Esposito (Gideon moff) – A Mandalóri (Disney+) - Mark Hamill (Jim, a vámpír) – Hétköznapi vámpírok (FX) - Jeffrey Dean Morgan (Negan) – The Walking Dead (AMC) - Kate Mulgrew (Alma Lane) – Mr. Mercedes (Audience) - Billy Porter (Keith) – Alkonyzóna (CBS All Access) - Jeri Ryan (Hét Kilenced) – Star Trek: Picard (CBS All Access)                                           |

### Házimozi
| Legjobb 4K megjelenés | Legjobb klasszikus film DVD vagy Blu-ray |
| --- | --- |
| - Tőrbe ejtve - Alfred Hitchcock-gyűjtemény - Apookalipszis most: A végső vágás (40th Anniversary Edition) - Flash Gordon (Limited Edition) - A cápa (45th Anniversary) - Mad Max - Ragyogás - Világok harca | - Dr. Cyclops (Special Edition) - 4D Man (Special Edition) - A nap, amikor a Föld lángra lobbant (Special Edition) - Hercules in the Haunted World (Special Edition) - A bűvös kard (Special Edition) - Robotzsaru (Director's Cut) - Világok háborúja (The Criterion Collection)      |
| Legjobb DVD vagy Blu-ray gyűjtemény | Legjobb televíziós műsor DVD vagy Blu-ray |
| - Godzilla: A Showa-Era filmjeii, 1954–1975 (The Criterion Collection) - Abbott és Costello: A teljes Universal Pictures-gyűjtemény (80th Anniversary Blu-ray Edition) - A légy-gyűjtemény (A légy (1958), A légy visszatér, Curse of the Fly, A légy (1986), A légy 2.) - Gamera: A teljes gyűjtemény - Hitchcock-gyűjtemény - Laurel és Hardy: A felújított filmek - Karel Zeman három fantasztikus filmje (The Criterion Collection) (Utazás az őskorba, Ördögi találmány, Münchhausen báró) | - Creepshow (Első évad) - Buck Rogers in the 25th Century (A teljes sorozat) - A titkok könyvtára (A teljes sorozat) - Mission: Impossible (The Original TV Series) - A kívülálló (Az első évad) - Shazam! (A teljes élőszereplős sorozat) - A Simpson család (A tizenkilencedik évad) |

### Színház
| Legjobb helyi színházi előadás |
| --- |
| - Witch (Geffen Playhouse) - Anastasia (Segerstrom Center for the Arts) - Frankenstein (A Noise Within Theatre) - Good Boys (Pasadena Playhouse) - Egyszer (3-D Theatricals / Cerritos Center) - Shrek - A musical (3-D Theatricals / Cerritos Center) |

### Különdíj
- Dan Curtis Legacy Award: Eric Wallace
- Életműdíj: Michael Gruskoff
- Visionary Award: Mike Flanagan
- Special Achievement Award: David Kirschner
- Producers Showcase Award: Victoria Alonso
- Television Spotlight Award: A Térség
- Robert Forster Artist's Award: Christopher Lloyd

## Fordítás
- Ez a szócikk részben vagy egészben  a(z)   46th Saturn Awards című angol Wikipédia-szócikk fordításán alapul.  Az eredeti cikk szerkesztőit annak laptörténete sorolja fel. Ez a jelzés csupán a megfogalmazás eredetét és a szerzői jogokat jelzi, nem szolgál a cikkben szereplő információk forrásmegjelöléseként.